# Ronde van Duitsland 2001
De Ronde van Duitsland 2001 was de 24e editie van de Ronde van Duitsland. De titelverdediger was David Plaza. De koers werd verreden van 29 mei tot en met 4 juni. De Kazak Aleksandr Vinokoerov won de tijdrit en zette zo het eindklassement naar zijn hand. In de overige twee etappes kwam zijn leiding niet meer in gevaar. Van de 142 gestarte renners wisten er 101 de eindstreep te bereiken.

## Startlijst
Festina
- 1.  David Plaza
- 2.  Ángel Casero
- 3.  Jaime Javier Hernández
- 4.  Steffen Radochla
- 5.  Sven Teutenberg
- 6.  André Korff
- 7.  Felix García Casas
- 8.  Juan Carlos Vicario

 Mapei-Quick Step
- 11.  Michele Bartoli
- 12.  Paolo Bettini
- 13.  Elio Aggiano
- 14.  Óscar Freire
- 15.  Daniele Nardello
- 16.  Luca Paolini
- 17.  David Cañada
- 18.  Tom Steels

 Team Deutsche Telekom
- 21.  Gian Matteo Fagnini
- 22.  Andreas Klöden
- 23.  Aleksandr Vinokoerov
- 24.  Steffen Wesemann
- 25.  Erik Zabel
- 26.  Rolf Aldag
- 27.  Udo Bölts
- 28.  Andreas Klier

 CSC-World Online
- 31.  Koen Beeckman
- 32.  Michael Blaudzun
- 33.  Nicolay Bo Larsen
- 34.  Danny Jonasson
- 35.  René Jørgensen
- 36.  Martin Rittsel
- 37. —
- 38.  Rolf Sørensen

 Domo-Farm Frites
- 41.  Romāns Vainšteins
- 42.  Johan Museeuw
- 43.  Enrico Cassani
- 44.  Servais Knaven
- 45.  Robbie McEwen
- 46.  Marco Milesi
- 47.  Wilfried Peeters
- 48.  Karel Vereecke

 Team Coast-Buffalo
- 51.  Niki Aebersold
- 52.  Aitor Garmendia
- 53.  Fernando Escartin
- 54.  Mauro Gianetti
- 55.  Frank Høj
- 56.  Lars Michaelsen
- 57.  Sascha Henrix
- 58.  Alex Zuelle

 Rabobank
- 61.  Michael Boogerd
- 62.  Jan Boven
- 63.  Steven de Jongh
- 64.  Marc Lotz
- 65.  Grischa Niermann
- 66.  Geert Verheyen
- 67.  Aart Vierhouten
- 68.  Markus Zberg

 Saeco Macchine Per Caffè
- 71.  Oscar Cavagnis
- 72.  Jörg Ludewig
- 73.  Torsten Nitsche
- 74.  Armin Meier
- 75.  Marius Sabaliauskas
- 76.  Christian Wegmann
- 77.  Igor Pugaci
- 78.  Mirko Celestino

 Lotto-Adecco
- 81.  Andrei Tchmil
- 82.  Kurt Van De Wouwer
- 83.  Serge Baguet
- 84.  Fabian De Waele
- 85.  Gennadi Michajlov
- 86.  Paul Van Hyfte
- 87.  Hendrik Van Dyck
- 88.  Stive Vermaut

 Alessio
- 91.  Raffaele Ferrara
- 92.  Andrea Ferrigato
- 93.  Alessandro Bertolini
- 94. —
- 95.  Franco Pellizotti
- 96.  Paolo Valoti
- 97.  Alberto Vinale
- 98.  Flavio Zandarin

 Team Cologne
- 101.  Raymond Meijs
- 102.  Martin Müller
- 103.  Björn Glasner
- 104.  Stefan Kupfernagel
- 105.  Michael Schlickau
- 106.  Frank Klein
- 107.  Jos Lucassen
- 108.  Paul van Schalen

 Phonak Hearing Systems
- 111.  Roger Beuchat
- 112.  Matthias Buxhofer
- 113.  Christian Charriere
- 114.  Bert Grabsch
- 115.  Nicolas Dumont
- 116.  Alexandre Moos
- 117.  Uwe Straumann
- 118.  Lukas Zumsteg

 Gerolsteiner
- 121.  Uwe Peschel
- 122.  Michael Rich
- 123.  Saulius Ruskys
- 124.  Ronny Scholz
- 125.  Tobias Steinhauser
- 126.  Marcel Strauss
- 127.  Georg Totschnig
- 128.  Peter Wrolich

 Team Fakta
- 131.  Scott Sunderland
- 132.  Lennie Kristensen
- 133.  Allan Johansen
- 134.  Kurt-Asle Arvesen
- 135.  Marcus Ljungqvist
- 136.  Morten Sonne
- 137.  Roberto Lochowski
- 138.  Jorgen Bo Petersen

 Team Nürnberger
- 141.  Werner Riebenbauer
- 142.  Thorsten Wilhelms
- 143.  Thomas Liese
- 144.  Harald Morscher
- 145.  Holger Sievers
- 146.  Jürgen Werner
- 147.  Arkadiusz Wojtas
- 148.  Jens Zemke

 Post Swiss Team
- 151.  Reto Bergmann
- 152.  Gerrit Glomser
- 153.  Christian Heule
- 154.  Mathias Braun
- 155.  Roland Müller
- 156.  Christian Poos
- 157.  Christian Sidler
- 158.  Steve Zampieri

 Vlaanderen-T Interim
- 161.  Davy Daniels
- 162.  Matthew Gilmore
- 163.  James Vanlandshoot
- 164.  Jurgen Guns
- 165.  Björn Leukemans
- 166.  Tom Stremersch
- 167.  Jurgen Van Roosbroeck
- 168.  Gert Vanderaerden

 Batavus-Bankgiroloterij
- 171.  Pieter Vries
- 172.  Bram Schmitz
- 173.  Bert Hiemstra
- 174.  Tom Desmet
- 175.  Remco van der Ven
- 176.  Rudi Kemna
- 177.  Corey Sweet
- 178.  Bart Voskamp

## Etappe-overzicht
| etappe | datum  | start        | finish       | afstand       | winnaar              | klassementsleider    |
| ------ | ------ | ------------ | ------------ | ------------- | -------------------- | -------------------- |
| 1      | 29 mei | Hamburg      | Hannover     | 209,9 km      | Tom Steels           | Tom Steels           |
| 2      | 30 mei | Goslar       | Erfurt       | 173 km        | Erik Zabel           | Erik Zabel           |
| 3      | 31 mei | Erfurt       | Bad Neustadt | 176,9 km      | Erik Zabel           | Erik Zabel           |
| 4      | 1 juni | Bad Neustadt | Mannheim     | 239,8 km      | Óscar Freire         | Erik Zabel           |
| 5      | 2 juni | Mannheim     | Heppenheim   | 91,3 km       | Matthias Buxhofer    | Erik Zabel           |
| 6      | 2 juni | Weinheim     | Heppenheim   | 27,2 km (ITT) | Alexandre Vinokourov | Alexandre Vinokourov |
| 7      | 3 juni | Offenburg    | Freudenstadt | 159,5 km      | Rolf Aldag           | Alexandre Vinokourov |
| 8      | 4 juni | Freudenstadt | Stuttgart    | 157,5 km      | Erik Zabel           | Alexandre Vinokourov |

## Eindklassementen

### Algemeen klassement
| Plaats    | Naam                 | Ploeg                   | Tijd      |
| --------- | -------------------- | ----------------------- | --------- |
| Gele trui | Aleksandr Vinokoerov | Team Deutsche Telekom   | 30u57'17" |
| 2         | Aitor Garmendia      | Team Coast-Buffalo      | + 1' 56"  |
| 3         | Rolf Aldag           | Team Deutsche Telekom   | + 1' 58"  |
| 4         | Bart Voskamp         | Batavus-Bankgiroloterij | + 2' 14"  |
| 5         | Felix García Casas   | Festina-Lotus           | + 2' 15"  |
| 6         | Bert Grabsch         | Phonak Hearing Systems  | + 2' 18"  |
| 7         | Markus Zberg         | Rabobank                | + 2' 46"  |
| 8         | Udo Bölts            | Team Deutsche Telekom   | z.t.      |
| 9         | Georg Totschnig      | Team Gerolsteiner       | + 2' 50"  |
| 10        | Franco Pellizotti    | Alessio                 | + 4' 04"  |
|           |                      |                         |           |
| 15        | Kurt Van De Wouwer   | Lotto-Adecco            | + 6' 05"  |

### Puntenklassement
| Plaats      | Naam                 | Ploeg                 | Punten |
| ----------- | -------------------- | --------------------- | ------ |
| Groene trui | Erik Zabel           | Team Deutsche Telekom | 133    |
| 2           | Sven Teutenberg      | Festina               | 79     |
| 3           | Aleksandr Vinokoerov | Team Deutsche Telekom | 54     |

### Bergklassement
| Plaats    | Naam           | Ploeg                   | Punten |
| --------- | -------------- | ----------------------- | ------ |
| Rode trui | Corey Sweet    | Bankgiroloterij-Batavus | 32     |
| 2         | Steve Zampieri | Post Swiss Team         | 20     |
| 3         | Rolf Aldag     | Team Deutsche Telekom   | 16     |

## Uitvallers
In totaal 41 renners stapten voortijdig af in deze editie van de Ronde van Duitsland.

### 1e etappe
- Michael Rich (Team Gerolsteiner)

### 2e etappe
- Flavio Zandarin (Alessio)[1]
- James Vanlandshoot (Vlaanderen-T Interim)[1]

### 3e etappe
- Michael Schlickau (Team Cologne)[1]
- David Plaza (Festina)
- Danny Jonasson (CSC-World Online)
- Frank Klein (Team Cologne)
- Lennie Kristensen (Team Fakta)

### 4e etappe
- Koen Beeckman (CSC-World Online)
- Alessandro Bertolini (Alessio)
- Jurgen Van Roosbroeck (Vlaanderen-T Interim)

### 5e etappe
- Jurgen Guns (Vlaanderen-T Interim)
- Martin Rittsel (CSC-World Online)[1]

### 6e etappe
- Andrei Tchmil (Lotto-Adecco)
- Thorsten Wilhelms (Team Nürnberger)
- Robbie McEwen (Domo-Farm Frites)[1]
- Paul Van Hyfte (Lotto-Adecco)[1]

### 7e etappe
- Steffen Radochla (Festina)
- David Cañada (Mapei-Quick Step)
- Niki Aebersold (Team Coast)
- Lars Michaelsen (Team Coast)
- Oscar Cavagnis (Saeco Macchine Per Caffè)
- Marius Sabaliauskas (Saeco Macchine Per Caffè)
- Christian Wegmann (Saeco Macchine Per Caffè)
- Igor Pugaci (Saeco Macchine Per Caffè)
- Hendrik Van Dyck (Lotto-Adecco)
- Paolo Valoti (Alessio)
- Alberto Vinale (Alessio)
- Jos Lucassen (Team Cologne)
- Roger Beuchat (Phonak Hearing Systems)
- Alexandre Moos (Phonak Hearing Systems)
- Marcel Strauss (Team Gerolsteiner)
- Jorgen Bo Petersen (Team Fakta)
- Davy Daniels (Vlaanderen-T Interim)
- Matthew Gilmore (Vlaanderen-T Interim)
- Romans Vainsteins (Domo-Farm Frites)[1]

### 8e etappe
- Daniele Nardello (Mapei-Quick Step)
- Torsten Nitsche (Saeco Macchine Per Caffè)
- Paul van Schalen (Team Cologne)
- Saulius Ruskys (Team Gerolsteiner)
- Rudi Kemna (Bankgiroloterij-Batavus)

1911 · 1912-1921 · 1922 · 1923-1926 · 1927 · 1928-1929 · 1930 · 1931 · 1932-1936 · 1937 · 1938 · 1939 · 1940-1946 · 1947 · 1948 · 1949 · 1950 · 1951 · 1952 · 1953-1959 · 1960 · 1961 · 1962 · 1963-1978 · 1979 · 1980 · 1981 · 1982 · 1983-1998 · 1999 · 2000 · 2001 · 2002 · 2003 · 2004 · 2005 · 2006 · 2007 · 2008 · 2009-2017 · 2018 · 2019 · 2020 · 2021 · 2022 · 2023 · 2024